# Tice
Tice és una concentració de població designada pel cens dels Estats Units a l'estat de Florida. Segons el cens del 2000 tenia 4.538 habitants.

## Demografia
Segons el cens del 2000, Tice tenia 4.538 habitants, 1.556 habitatges, i 1.026 famílies. La densitat de població era de 1.537 habitants/km².
Dels 1.556 habitatges en un 33,4% hi vivien nens de menys de 18 anys, en un 41% hi vivien parelles casades, en un 16,6% dones solteres, i en un 34% no eren unitats familiars. En el 24,4% dels habitatges hi vivien persones soles el 9,1% de les quals corresponia a persones de 65 anys o més que vivien soles. El nombre mitjà de persones vivint en cada habitatge era de 2,92 i el nombre mitjà de persones que vivien en cada família era de 3,4.
Per edats la població es repartia de la següent manera: un 29,5% tenia menys de 18 anys, un 10,8% entre 18 i 24, un 29,9% entre 25 i 44, un 18,7% de 45 a 60 i un 11,1% 65 anys o més.
L'edat mediana era de 31 anys. Per cada 100 dones de 18 o més anys hi havia 114,7 homes.
La renda mediana per habitatge era de 25.453 $ i la renda mediana per família de 26.885 $. Els homes tenien una renda mediana de 21.900 $ mentre que les dones 18.214 $. La renda per capita de la població era de 12.206 $. Entorn del 28,2% de les famílies i el 33,1% de la població estaven per davall del llindar de pobresa.

## Poblacions més properes
El següent diagrama mostra les poblacions més properes.